# Command.com
command.com, in informatica, è un file eseguibile di sistema molto importante per la famiglia di sistemi operativi MS-DOS della Microsoft. 
Esso viene caricato al termine della fase di boot, fornisce l'interfaccia utente del sistema operativo. Tale interfaccia a riga di comando è di tipo testuale, come quella di un terminale, quindi è priva di grafica user friendly. Il file serve inoltre per la connessione del computer alle periferiche.

## Descrizione
Con la nascita della famiglia di sistemi operativi Windows e della shell Explorer, command.com ha perso la sua importanza, ma è rimasto sempre presente, impiegato come console di Windows e per eseguire file batch. Nelle versioni di Windows di famiglia NT si è evoluto nel cmd.exe (presente nella directory System32 dell'installazione di Windows), anche se fino a Windows XP è presente, insieme ad esso, come Microsoft Windows DOS.